# آپولو ۷
آپولو ۷ (به انگلیسی: Apollo 7) قسمتی از پروژهٔ آپولوی ناسا برای آماده‌سازی فرود انسان بر سطح کره ماه بود.
این سفر ناسا در سال ۱۹۶۸ بوقوع پیوست، و فضانوردان آن والی شیرا، دان اف آیزل و والتر کانینگهام بودند.

## نگارخانه

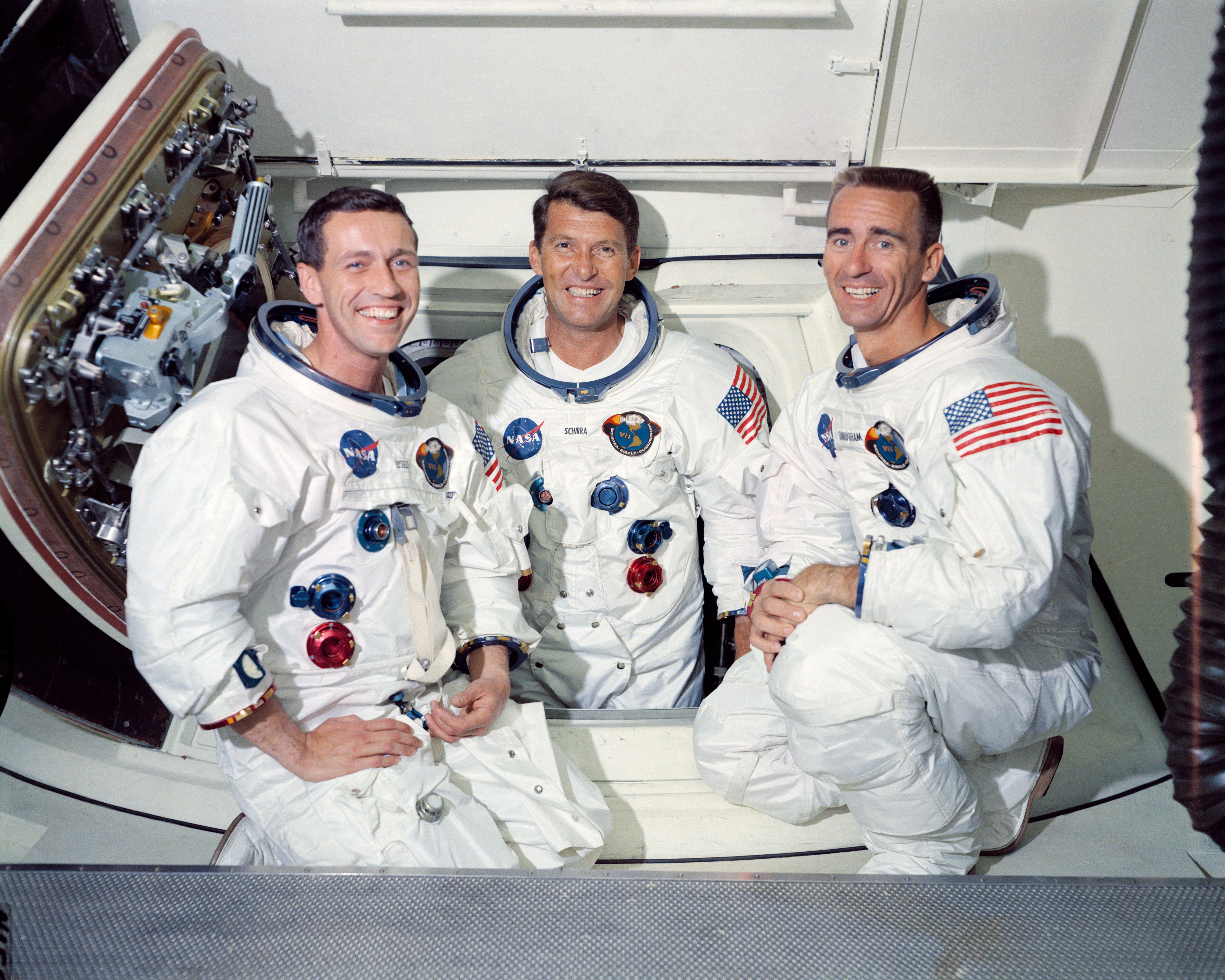
فضانوردان ماموریت
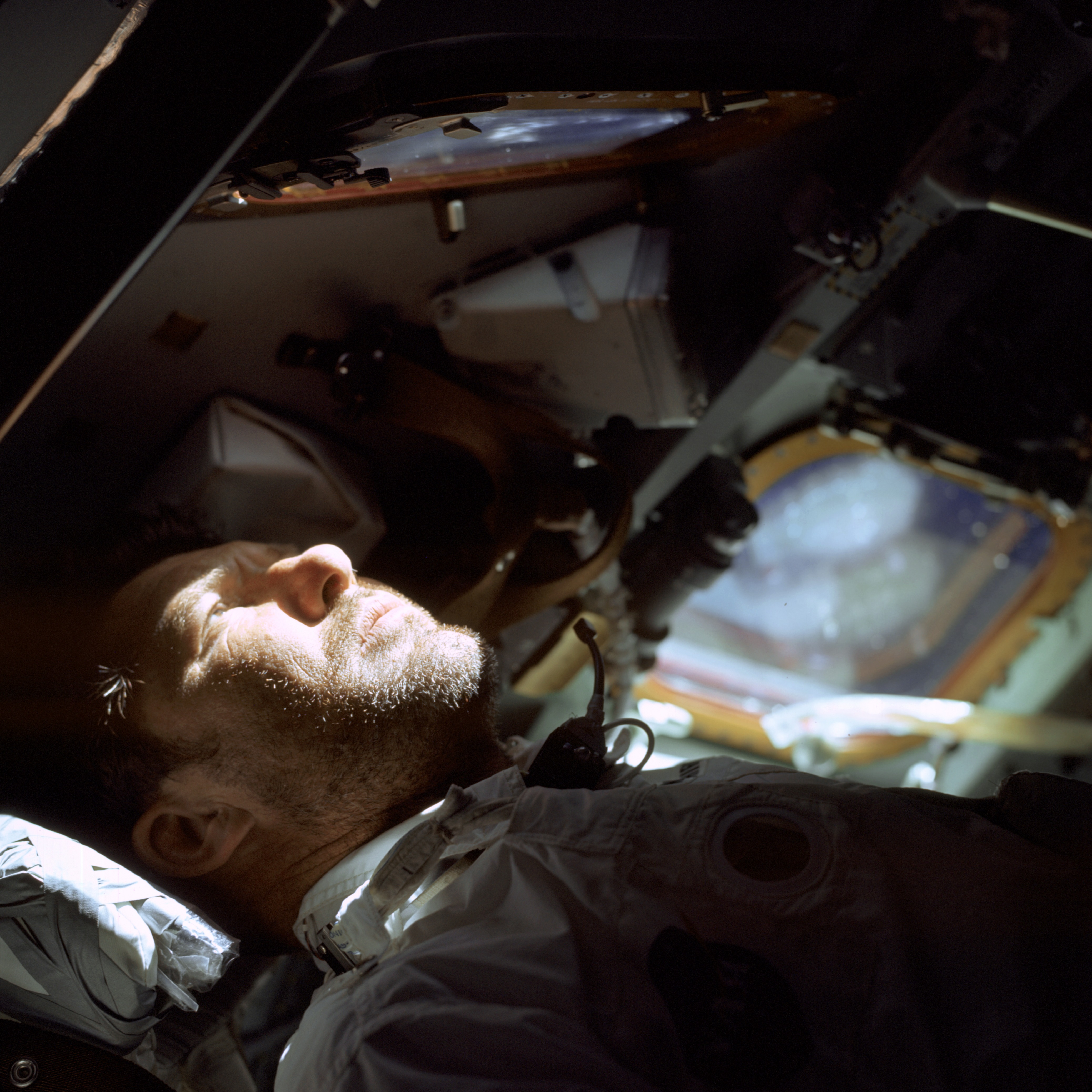
والتر شیرا در دور نهم ماموریت
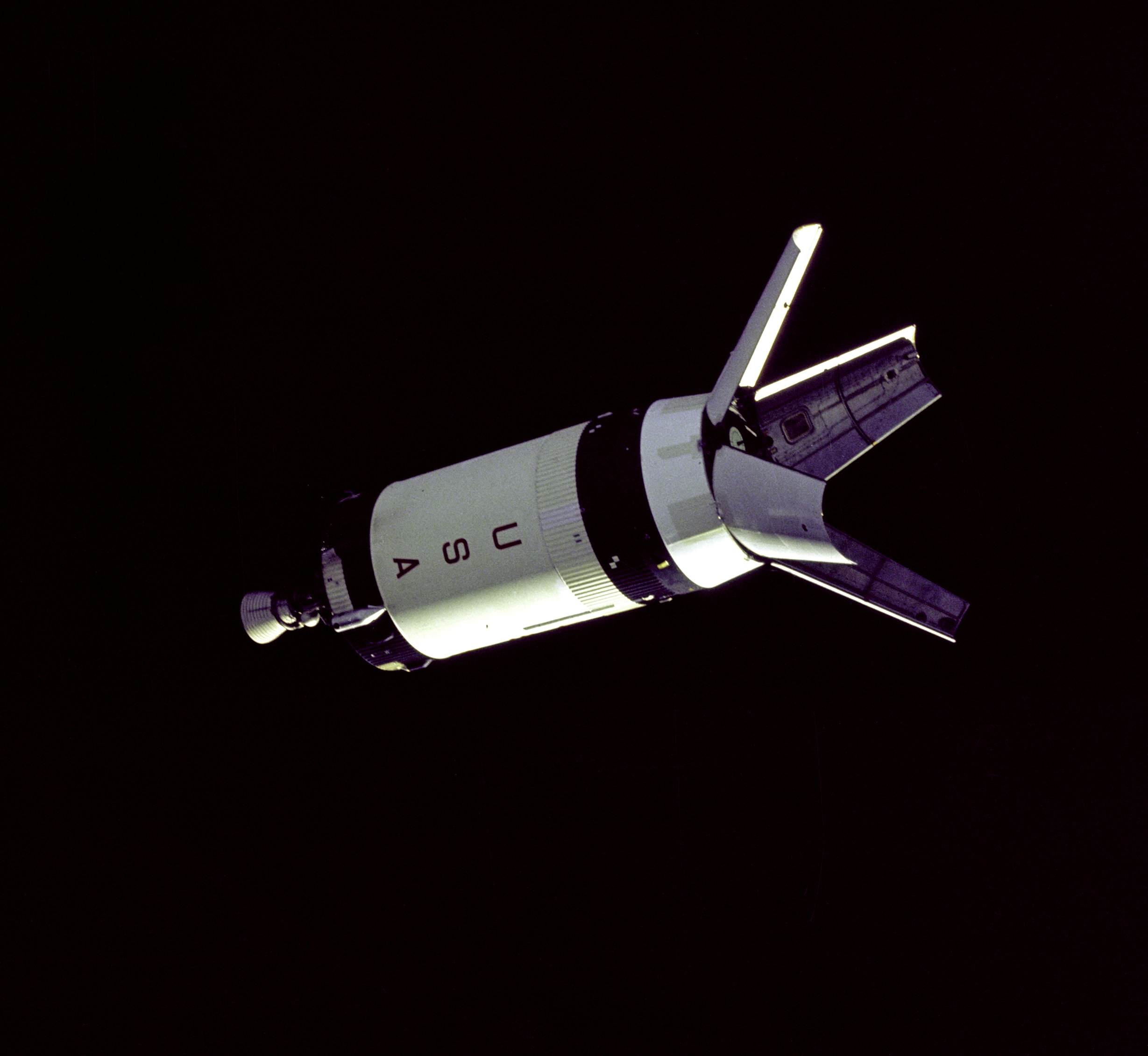
تمرین با سفینه فرودگر ماه در ماموریت آپولو-۷
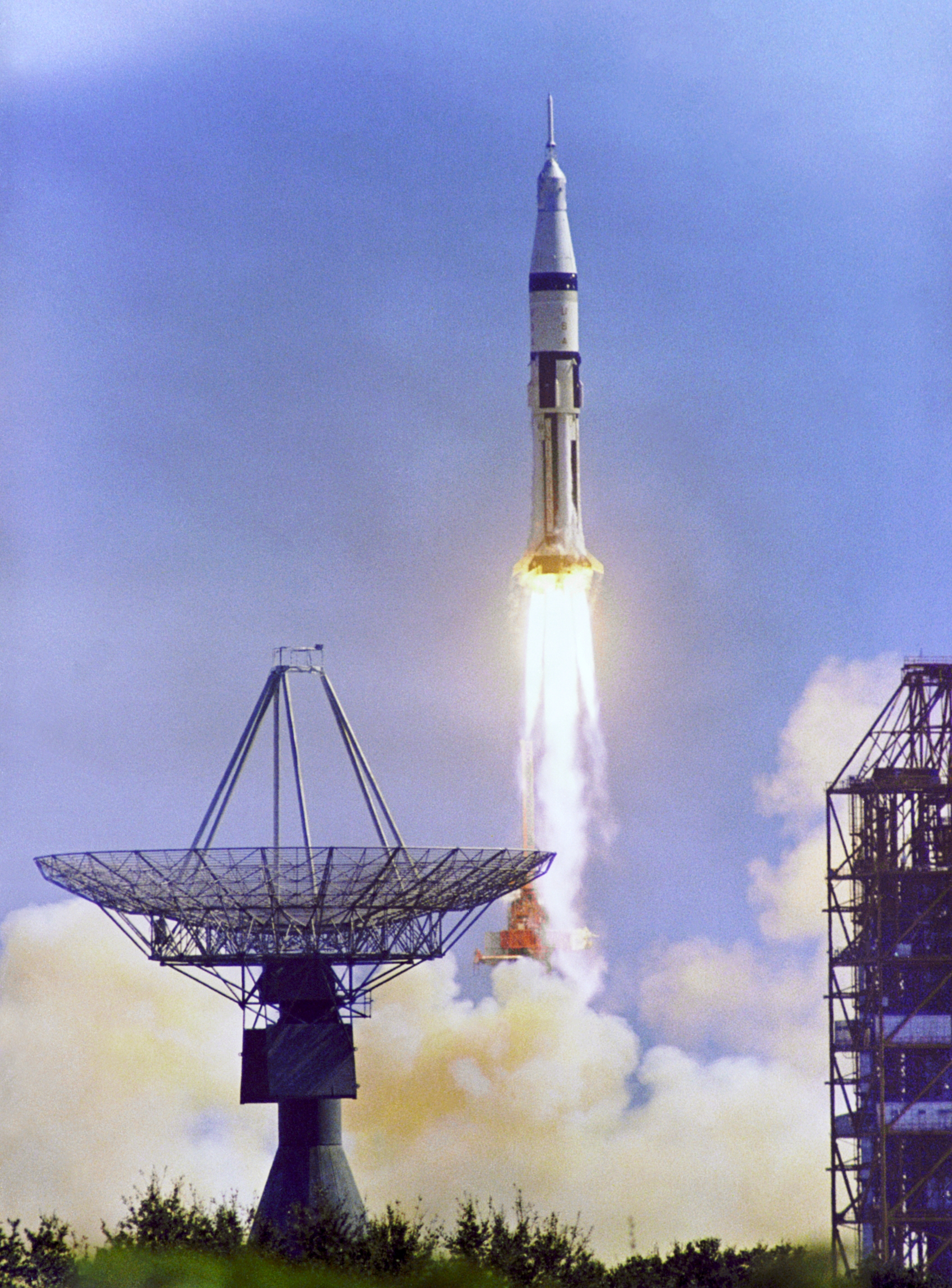
پرتاب فضانوردان
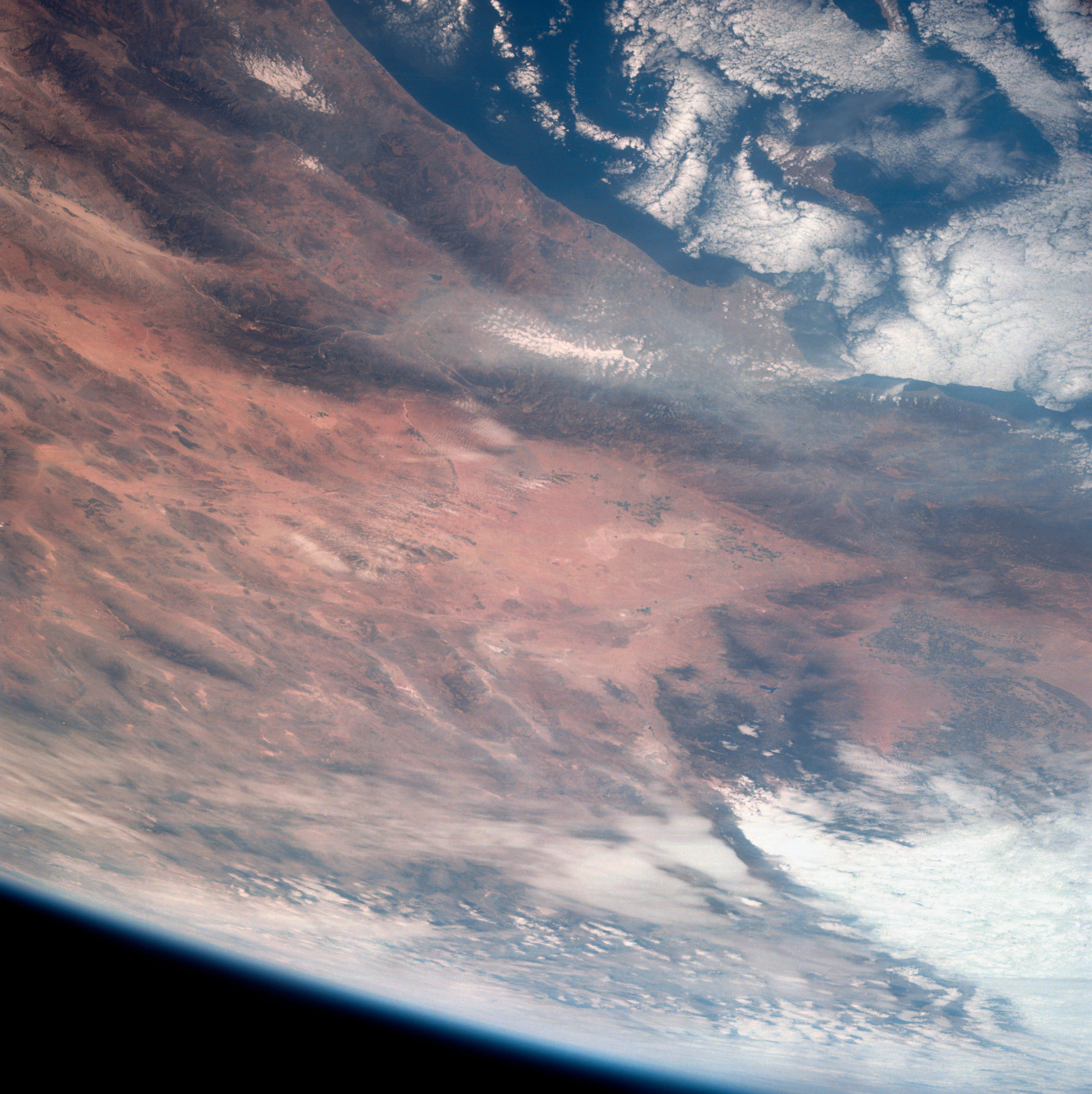
این نگاره، نگاره‌ای نگاه به زمین است که این نگاره توسط آپولو ۷ که از  جنوب کالیفرنیا گرفته شده است.